# 圣马丁德拉尔松
圣马丹德拉尔松（法語：Saint-Martin-de-l'Arçon，法語發音：[sɛ̃ maʁtɛ̃ də laʁsɔ̃]）是法国埃罗省的一个市镇，属于贝济耶区。

## 地理
圣马丹德拉尔松（43°34'29"N, 2°59'0"E）面积4.22 平方千米，位于法国奧克西塔尼大區埃罗省，该省份为法国南部沿海省份，南濒地中海，西南接奥德省，西北接塔恩省和阿韦龙省，东北与加尔省接壤。
与圣马丹德拉尔松接壤的市镇（或旧市镇、城区）包括：奥尔布河畔科隆比耶尔、蒙斯、罗西。
圣马丹德拉尔松的时区为UTC+01:00、UTC+02:00（夏令时）。

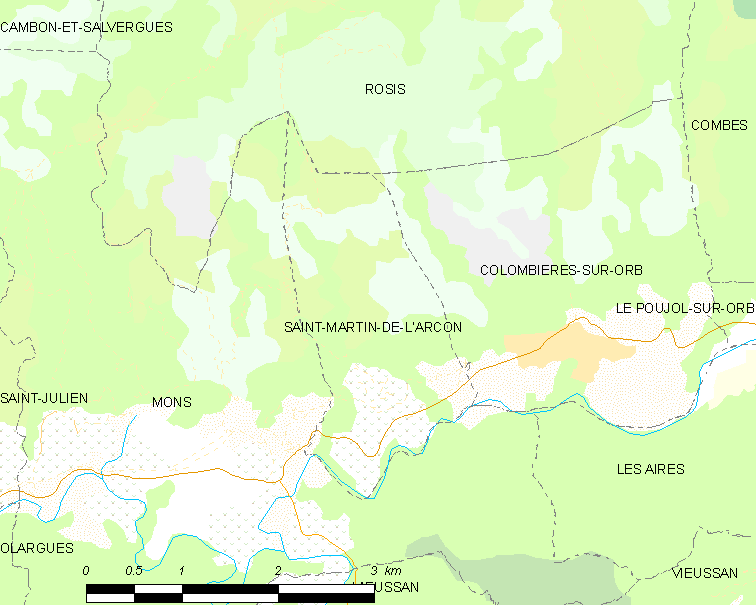
圣马丹德拉尔松的OSM定位图

## 行政
圣马丹德拉尔松的邮政编码为34390，INSEE市镇编码为34273。

## 政治
圣马丹德拉尔松所属的省级选区为圣庞斯德托米耶尔县。

## 人口

1962-2008年间圣马丹德拉尔松人口变化图示

圣马丹德拉尔松于2022年1月1日时的人口数量为103人。